# Монастырь Бернрид
Монастырь Бернрид (нем. Kloster Bernried) — бывший мужской августинский монастырь, располагавшийся в баварской коммуне Бернрид-ам-Штарнбергер-Зе (Верхняя Бавария) и относившийся к епархии Аугсбурга; обитель регулярных каноников, посвященная Святому Мартину, была основана в 1121 году; распущен в ходе секуляризации в Баварии — в 1803 году; в 1949 году комплекс зданий снова стал монастырем — его заселили монахини-бенедиктинки.

## История и описание
Обитель регулярных каноников-августинцев, посвященная Святому Мартину и расположенная на территории современной коммуны Бернрид-ам-Штарнбергер-Зе, была основана графом Отто фон Валли и его женой Адельгейд в 1121 году. Первые монахи прибыли, вероятно, из Диссена — в качестве главы общины они избрали представителя белого духовенства Сигебота родом из региона реки Лех. Первый настоятель принадлежал к «реформаторскому» кругу священнослужителей, который образовался вокруг местной отшельницы по имени Герлука: небольшое движение искало «безупречный образ жизни» для духовенства, выступая, прежде всего, против наметившейся в те годы практики продажи монастырских должностей и сана священника.
Уже в 1121 году сама Герлука была вынуждена бежать в Бернрид: здесь она познакомилась со священнослужителем Павлом (Паулем) и его учеником Гебхардом из Регенсбурга. Павел, вошедший в историю как «Павел Бернридинский», стал одним из идейных вдохновителей церковной реформы в южной Германии и известным биографом. Так вскоре он отправился в Рим, чтобы собрать источники для биографии папы Григория VII. В 1122 году он получил привилегию папской защиты: в результате Бернрид был напрямую подчинен папскому престолу и не был подчинён епископу Аугсбурга. К 1202 в монастыре проживало шесть каноников, два дьякона и поддиакона, а также — три монаха.

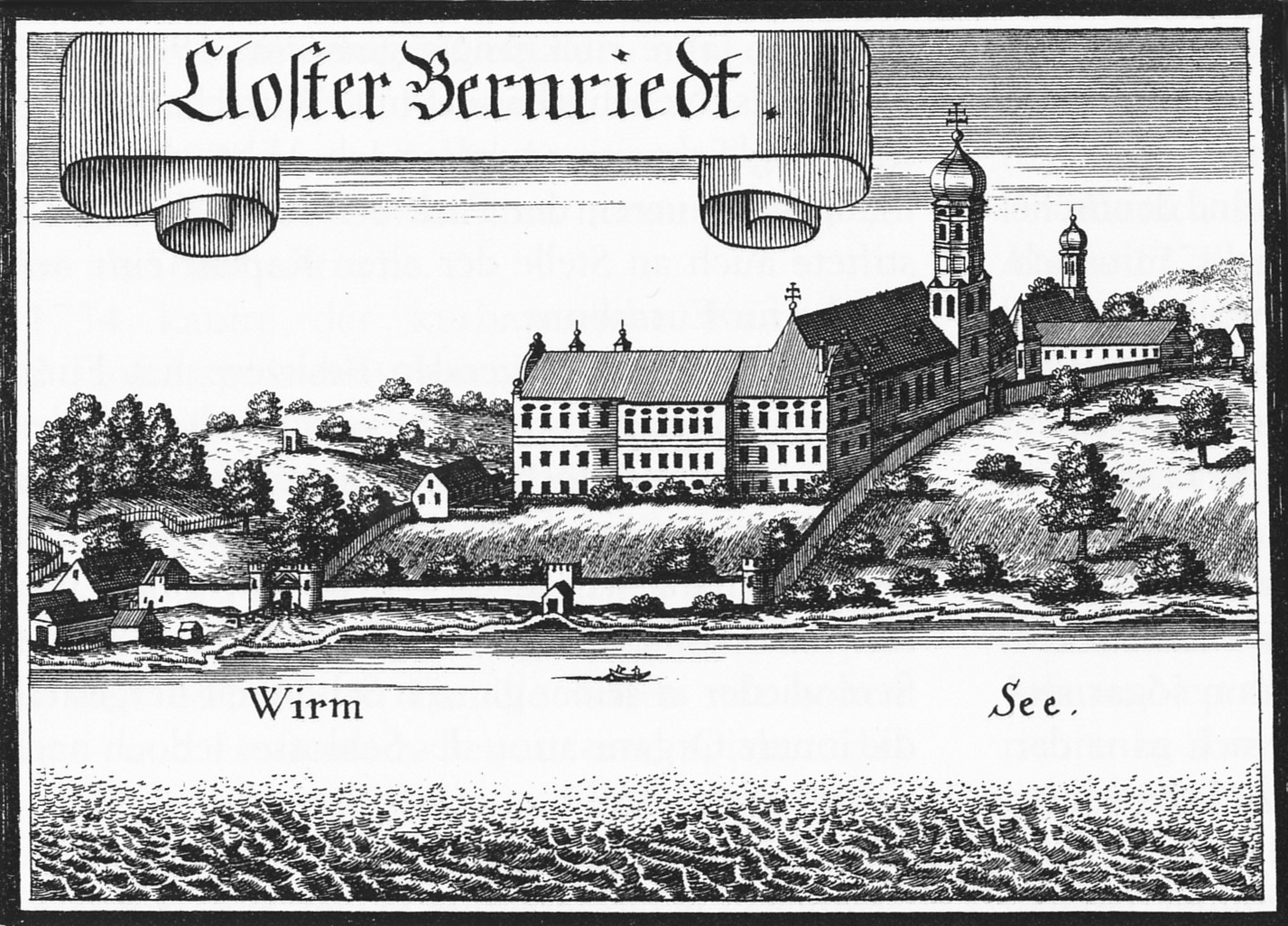
Комплекс монастырских зданий около 1700 года

Сведения о средневековой истории монастыря носят фрагментарный характер в связи с несколькими пожарами, уничтожившими его архивы. Однако известно, что в 1382 году при пробсте Ульрихе Заллере была построена отдельная приходская церковь в честь Успения Девы Марии для жителей деревни Бернрид. Тридцатилетняя война нанесла значительный урон монастырю, как в связи с опустошением окрестных земель, так и в связи с расквартировкой в его стенах испанских солдат. После этого — при финансовой поддержке курфюрста Фердинанда Марии и нескольких других дворян — глава обители Иоганн Ридл (1638—1675) перестроил монастырь и церковь: в связи со значительным вкладам, он считался вторым основателем монастыря.
Затем в обители, находившейся под руководством Мансуета Реша (1723—1741), были восстановлены все здания и начался новый подъем. В 1803 году монастырь был распущен в ходе секуляризации. В 1810 году граф Арко приобрел всю бывшую монастырскую собственность; в 1852 году Август Фрейхерр фон Вендланд купил здания и землю: он разрушил восточную и западную часть монастырского комплекса, а южное крыло было перестроено в неоренессансный замок.
Уже после прихода к власти в Германии национал-социалистов и начала Второй мировой войны, в 1941 году, министерство внутренних дел Третьего Рейха приобрело замок вместе с прилегающим парком. В 1942 году ортопедическая клиника переехала из Мюнхена в замок Бернрид, спасаясь от военных действий — она оставалась здесь до 1948 года.
В 1949 году секуляризованный ранее августинский монастырь снова стал действующим монастырем, поскольку бенедиктинские монахини-миссионерки из близлежащего Тутцинга приобрели комплекс и вскоре основали в её стенах школу-интернат, которая в последующие годы стала центром женского образования. С 1953 по 1995 год в монастыре Бернрид проходили новициат будущие монахини. В 1972 году школа была заброшена, а комплекс бывших монастырских зданий был преобразован в образовательный центр для обучения взрослых.